# Suddivisione amministrativa dell'Anhui
La suddivisione della provincia dell'Anhui è articolata sui seguenti tre livelli: prefetture (地区 dìqū), a loro volta suddivise in contee (县 xiàn), che a loro volta sono suddivise in città (镇 zhèn). Di seguito uno schema più articolato:
- 17 prefetture (地区 dìqū)
  - 17 città con status di prefettura
- 105 contee (县 xiàn)
  - 5 città con status di contea (县级市 xiànjíshì)
  - 56 contee
  - 44 distretti (市辖区 shìxiáqū)
- 1936 città (镇 zhèn) 
  - 997 città (镇 zhèn)
  - 710 comuni (乡 xiāng)
  - 9 comuni etnici (民族乡 mínzúxiāng)
  - 220 sotto-distretti (街道办事处 jiēdàobànshìchù)

| Prefetture                        | Contee                    | Contee                                | Contee                   |
| Prefetture                        | Nome                      | Nome in caratteri cinesi semplificati | Nome in caratteri pinyin |
| --------------------------------- | ------------------------- | ------------------------------------- | ------------------------ |
| Hefei 合肥市 Héféi Shì            | Distretto di Luyang       | 庐阳区                                | Lúyáng Qū                |
| Hefei 合肥市 Héféi Shì            | Distretto di Yaohai       | 瑶海区                                | Yáohǎi Qū                |
| Hefei 合肥市 Héféi Shì            | Distretto di Shushan      | 蜀山区                                | Shǔshān Qū               |
| Hefei 合肥市 Héféi Shì            | Distretto di Baohe        | 包河区                                | Bāohé Qū                 |
| Hefei 合肥市 Héféi Shì            | Contea di Changfeng       | 长丰县                                | Chángfēng Xiàn           |
| Hefei 合肥市 Héféi Shì            | Contea di Feidong         | 肥东县                                | Féidōng Xiàn             |
| Hefei 合肥市 Héféi Shì            | Contea di Feixi           | 肥西县                                | Féixī Xiàn               |
| Suzhou 宿州市 Sùzhōu Shì          | Distretto di Yongqiao     | 埇桥区                                | Yǒngqiáo Qū              |
| Suzhou 宿州市 Sùzhōu Shì          | Contea di Dangshan        | 砀山县                                | Dàngshān Xiàn            |
| Suzhou 宿州市 Sùzhōu Shì          | Contea di Xiao            | 萧县                                  | Xiāo Xiàn                |
| Suzhou 宿州市 Sùzhōu Shì          | Contea di Lingbi          | 灵璧县                                | Língbì Xiàn              |
| Suzhou 宿州市 Sùzhōu Shì          | Contea di Si              | 泗县                                  | Sì Xiàn                  |
| Huaibei 淮北市 Huáiběi Shì        | Distretto di Xiangshan    | 相山区                                | Xiàngshān Qū             |
| Huaibei 淮北市 Huáiběi Shì        | Distretto di Duji         | 杜集区                                | Dùjí Qū                  |
| Huaibei 淮北市 Huáiběi Shì        | Distretto di Lieshan      | 烈山区                                | Lièshān Qū               |
| Huaibei 淮北市 Huáiběi Shì        | Contea di Suixi           | 濉溪县                                | Suīxī Xiàn               |
| Fuyang 阜阳市 Fùyáng Shì          | Distretto di Yingzhou     | 颍州区                                | Yǐngzhōu Qū              |
| Fuyang 阜阳市 Fùyáng Shì          | Distretto di Yingdong     | 颍东区                                | Yǐngdōng Qū              |
| Fuyang 阜阳市 Fùyáng Shì          | Distretto di Yingquan     | 颍泉区                                | Yǐngquán Qū              |
| Fuyang 阜阳市 Fùyáng Shì          | Jieshou                   | 界首市                                | Jièshǒu Shì              |
| Fuyang 阜阳市 Fùyáng Shì          | Contea di Linquan         | 临泉县                                | Línquán Xiàn             |
| Fuyang 阜阳市 Fùyáng Shì          | Contea di Taihe           | 太和县                                | Tàihé Xiàn               |
| Fuyang 阜阳市 Fùyáng Shì          | Contea di Funan           | 阜南县                                | Fùnán Xiàn               |
| Fuyang 阜阳市 Fùyáng Shì          | Contea di Yingshang       | 颍上县                                | Yǐngshàng Xiàn           |
| Bozhou 亳州市 Bózhōu Shì          | Distretto di Qiaocheng    | 谯城区                                | Qiáochéng Qū             |
| Bozhou 亳州市 Bózhōu Shì          | Contea di Woyang          | 涡阳县                                | Wōyáng Xiàn              |
| Bozhou 亳州市 Bózhōu Shì          | Contea di Mengcheng       | 蒙城县                                | Méngchéng Xiàn           |
| Bozhou 亳州市 Bózhōu Shì          | Contea di Lixin           | 利辛县                                | Lìxīn Xiàn               |
| Bengbu 蚌埠市 Bèngbù Shì          | Distretto di Bengshan     | 蚌山区                                | Bèngshān Qū              |
| Bengbu 蚌埠市 Bèngbù Shì          | Distretto di Longzihu     | 龙子湖区                              | Lóngzǐhú Qū              |
| Bengbu 蚌埠市 Bèngbù Shì          | Distretto di Yuhui        | 禹会区                                | Yǔhuì Qū                 |
| Bengbu 蚌埠市 Bèngbù Shì          | Distretto di Huaishang    | 淮上区                                | Huáishàng Qū             |
| Bengbu 蚌埠市 Bèngbù Shì          | Contea di Huaiyuan        | 怀远县                                | Huáiyuǎn Xiàn            |
| Bengbu 蚌埠市 Bèngbù Shì          | Contea di Wuhe            | 五河县                                | Wǔhé Xiàn                |
| Bengbu 蚌埠市 Bèngbù Shì          | Contea di Guzhen          | 固镇县                                | Gùzhèn Xiàn              |
| Huainan 淮南市 Huáinán Shì        | Distretto di Tianjia'an   | 田家庵区                              | Tiánjiā'ān Qū            |
| Huainan 淮南市 Huáinán Shì        | Distretto di Datong       | 大通区                                | Dàtōng Qū                |
| Huainan 淮南市 Huáinán Shì        | Distretto di Xiejiaji     | 谢家集区                              | Xièjiājí Qū              |
| Huainan 淮南市 Huáinán Shì        | Distretto di Bagongshan   | 八公山区                              | Bāgōngshān Qū            |
| Huainan 淮南市 Huáinán Shì        | Distretto di Panji        | 潘集区                                | Pānjí Qū                 |
| Huainan 淮南市 Huáinán Shì        | Contea di Fengtai         | 凤台县                                | Fèngtái Xiàn             |
| Chuzhou 滁州市 Chúzhōu Shì        | Distretto di Langya       | 琅琊区                                | Lángyá Qū                |
| Chuzhou 滁州市 Chúzhōu Shì        | Distretto di Nanqiao      | 南谯区                                | Nánqiáo Qū               |
| Chuzhou 滁州市 Chúzhōu Shì        | Mingguang                 | 明光市                                | Míngguāng Shì            |
| Chuzhou 滁州市 Chúzhōu Shì        | Tianchang                 | 天长市                                | Tiāncháng Shì            |
| Chuzhou 滁州市 Chúzhōu Shì        | Contea di Lai'an          | 来安县                                | Lái'ān Xiàn              |
| Chuzhou 滁州市 Chúzhōu Shì        | Contea di Quanjiao        | 全椒县                                | Quánjiāo Xiàn            |
| Chuzhou 滁州市 Chúzhōu Shì        | Contea di Dingyuan        | 定远县                                | Dìngyuǎn Xiàn            |
| Chuzhou 滁州市 Chúzhōu Shì        | Contea di Fengyang        | 凤阳县                                | Fèngyáng Xiàn            |
| Ma'anshan 马鞍山市 Mǎ'ānshān Shì  | Distretto di Yushan       | 雨山区                                | Yǔshān Qū                |
| Ma'anshan 马鞍山市 Mǎ'ānshān Shì  | Distretto di Huashan      | 花山区                                | Huāshān Qū               |
| Ma'anshan 马鞍山市 Mǎ'ānshān Shì  | Distretto di Jinjiazhuang | 金家庄区                              | Jīnjiāzhuāng Qū          |
| Ma'anshan 马鞍山市 Mǎ'ānshān Shì  | Contea di Dangtu          | 当涂县                                | Dāngtú Xiàn              |
| Wuhu 芜湖市 Wúhú Shì              | Distretto di Jinghu       | 镜湖区                                | Jìnghú Qū                |
| Wuhu 芜湖市 Wúhú Shì              | Distretto di Sanshan      | 三山区                                | Sānshān Qū               |
| Wuhu 芜湖市 Wúhú Shì              | Distretto di Jiujiang     | 鸠江区                                | Jiūjiāng Qū              |
| Wuhu 芜湖市 Wúhú Shì              | Distretto di Yijiang      | 弋江区                                | Yìjiāng Qū               |
| Wuhu 芜湖市 Wúhú Shì              | Contea di Wuhu            | 芜湖县                                | Wúhú Xiàn                |
| Wuhu 芜湖市 Wúhú Shì              | Contea di Fanchang        | 繁昌县                                | Fánchāng Xiàn            |
| Wuhu 芜湖市 Wúhú Shì              | Contea di Nanling         | 南陵县                                | Nánlíng Xiàn             |
| Tongling 铜陵市 Tónglíng Shì      | Distretto di Tongguanshan | 铜官山区                              | Tóngguānshān Qū          |
| Tongling 铜陵市 Tónglíng Shì      | Distretto di Shizishan    | 狮子山区                              | Shīzishān Qū             |
| Tongling 铜陵市 Tónglíng Shì      | Distretto di Jiaoqu       | 郊区                                  | Jiāo Qū                  |
| Tongling 铜陵市 Tónglíng Shì      | Contea di Tongling        | 铜陵县                                | Tónglíng Xiàn            |
| Anqing 安庆市 Ānqìng Shì          | Distretto di Yingjiang    | 迎江区                                | Yíngjiāng Qū             |
| Anqing 安庆市 Ānqìng Shì          | Distretto di Daguan       | 大观区                                | Dàguān Qū                |
| Anqing 安庆市 Ānqìng Shì          | Distretto di Yixiu        | 宜秀区                                | Yíxiù Qū                 |
| Anqing 安庆市 Ānqìng Shì          | Tongcheng                 | 桐城市                                | Tóngchéng Shì            |
| Anqing 安庆市 Ānqìng Shì          | Contea di Huaining        | 怀宁县                                | Huáiníng Xiàn            |
| Anqing 安庆市 Ānqìng Shì          | Contea di Zongyang        | 枞阳县                                | Zōngyáng Xiàn            |
| Anqing 安庆市 Ānqìng Shì          | Contea di Qianshan        | 潜山县                                | Qiánshān Xiàn            |
| Anqing 安庆市 Ānqìng Shì          | Contea di Taihu           | 太湖县                                | Tàihú Xiàn               |
| Anqing 安庆市 Ānqìng Shì          | Contea di Susong          | 宿松县                                | Sùsōng Xiàn              |
| Anqing 安庆市 Ānqìng Shì          | Contea di Wangjiang       | 望江县                                | Wàngjiāng Xiàn           |
| Anqing 安庆市 Ānqìng Shì          | Contea di Yuexi           | 岳西县                                | Yuèxī Xiàn               |
| Huangshan 黄山市 Huángshān Shì    | Distretto di Tunxi        | 屯溪区                                | Túnxī Qū                 |
| Huangshan 黄山市 Huángshān Shì    | Distretto di Huangshan    | 黄山区                                | Huángshān Qū             |
| Huangshan 黄山市 Huángshān Shì    | Distretto di Huizhou      | 徽州区                                | Huīzhōu Qū               |
| Huangshan 黄山市 Huángshān Shì    | Contea di She             | 歙县                                  | Shè Xiàn                 |
| Huangshan 黄山市 Huángshān Shì    | Contea di Xiuning         | 休宁县                                | Xiūníng Xiàn             |
| Huangshan 黄山市 Huángshān Shì    | Contea di Yi              | 黟县                                  | Yī Xiàn                  |
| Huangshan 黄山市 Huángshān Shì    | Contea di Qimen           | 祁门县                                | Qímén Xiàn               |
| Lu'an 六安市 Lù'ān Shì non Liù'ān | Distretto di Jin'an       | 金安区                                | Jīn'ān Qū                |
| Lu'an 六安市 Lù'ān Shì non Liù'ān | Distretto di Yu'an        | 裕安区                                | Yù'ān Qū                 |
| Lu'an 六安市 Lù'ān Shì non Liù'ān | Contea di Shou            | 寿县                                  | Shòu Xiàn                |
| Lu'an 六安市 Lù'ān Shì non Liù'ān | Contea di Huoqiu          | 霍邱县                                | Huòqiū Xiàn              |
| Lu'an 六安市 Lù'ān Shì non Liù'ān | Contea di Shucheng        | 舒城县                                | Shūchéng Xiàn            |
| Lu'an 六安市 Lù'ān Shì non Liù'ān | Contea di Jinzhai         | 金寨县                                | Jīnzhài Xiàn             |
| Lu'an 六安市 Lù'ān Shì non Liù'ān | Contea di Huoshan         | 霍山县                                | Huòshān Xiàn             |
| Chaohu 巢湖市 Cháohú Shì          | Distretto di Juchao       | 居巢区                                | Jūcháo Qū                |
| Chaohu 巢湖市 Cháohú Shì          | Contea di Lujiang         | 庐江县                                | Lújiāng Xiàn             |
| Chaohu 巢湖市 Cháohú Shì          | Contea di Wuwei           | 无为县                                | Wúwéi Xiàn               |
| Chaohu 巢湖市 Cháohú Shì          | Contea di Hanshan         | 含山县                                | Hánshān Xiàn             |
| Chaohu 巢湖市 Cháohú Shì          | Contea di He              | 和县                                  | Hé Xiàn                  |
| Chizhou 池州市 Chízhōu Shì        | Distretto di Guichi       | 贵池区                                | Guìchí Qū                |
| Chizhou 池州市 Chízhōu Shì        | Contea di Dongzhi         | 东至县                                | Dōngzhì Xiàn             |
| Chizhou 池州市 Chízhōu Shì        | Contea di Shitai          | 石台县                                | Shítái Xiàn              |
| Chizhou 池州市 Chízhōu Shì        | Contea di Qingyang        | 青阳县                                | Qīngyáng Xiàn            |
| Xuancheng 宣城市 Xuānchéng Shì    | Distretto di Xuanzhou     | 宣州区                                | Xuānzhōu Qū              |
| Xuancheng 宣城市 Xuānchéng Shì    | Ningguo                   | 宁国市                                | Níngguó Shì              |
| Xuancheng 宣城市 Xuānchéng Shì    | Contea di Langxi          | 郎溪县                                | Lángxī Xiàn              |
| Xuancheng 宣城市 Xuānchéng Shì    | Contea di Guangde         | 广德县                                | Guǎngdé Xiàn             |
| Xuancheng 宣城市 Xuānchéng Shì    | Contea di Jing            | 泾县                                  | Jīng Xiàn                |
| Xuancheng 宣城市 Xuānchéng Shì    | Contea di Jingde          | 旌德县                                | Jīngdé Xiàn              |
| Xuancheng 宣城市 Xuānchéng Shì    | Contea di Jixi            | 绩溪县                                | Jìxī Xiàn                |